# Francis Biddle
Francis Beverley Biddle (París, 19 de mayo de 1886-Wellfleet, Massachusetts, 4 de octubre de 1968) fue un juez estadounidense, fiscal general del país durante la Segunda Guerra Mundial. Ejerció de principal representante de los Estados Unidos durante los juicios de Núremberg, celebrados en la posguerra para juzgar los crímenes nazis.

## Biografía
Nació en París durante una estancia de su familia en el extranjero. Su madre era Frances Brown y su padre, Algernon Sydney Biddle, un profesor de Derecho de la Universidad de Pensilvania. Francis se graduó en Groton School y se tituló en la Universidad de Harvard en 1909 y 1911, en humanidades y derecho, respectivamente.
Comenzó su carrera trabajando como secretario privado de Oliver Wendell Holmes, Jr, de la Corte Suprema. Los siguientes veintisiete años los dedicó a la práctica del Derecho en Filadelfia. En ese periodo, además, participó brevemente en la Primera Guerra Mundial como soldado del Ejército estadounidense. Asimismo, trabajó como asistente del fiscal del Estado en Filadelfia.
Durante la administración de Roosevelt, ocupó importantes cargos gubernamentales, pero, a la llegada de Truman, se vio obligado a dejarlos poco después del fallecimiento del primero. Posteriormente, Truman lo designó para representar a los estadounidenses a lo largo de los juicios de Núremberg. Su último cargo consistió en dirigir la comisión para la memoria de Franklin D. Roosevelt.
Falleció el 4 de octubre de 1968, a los 82 años de edad.